# Dygdernas orden

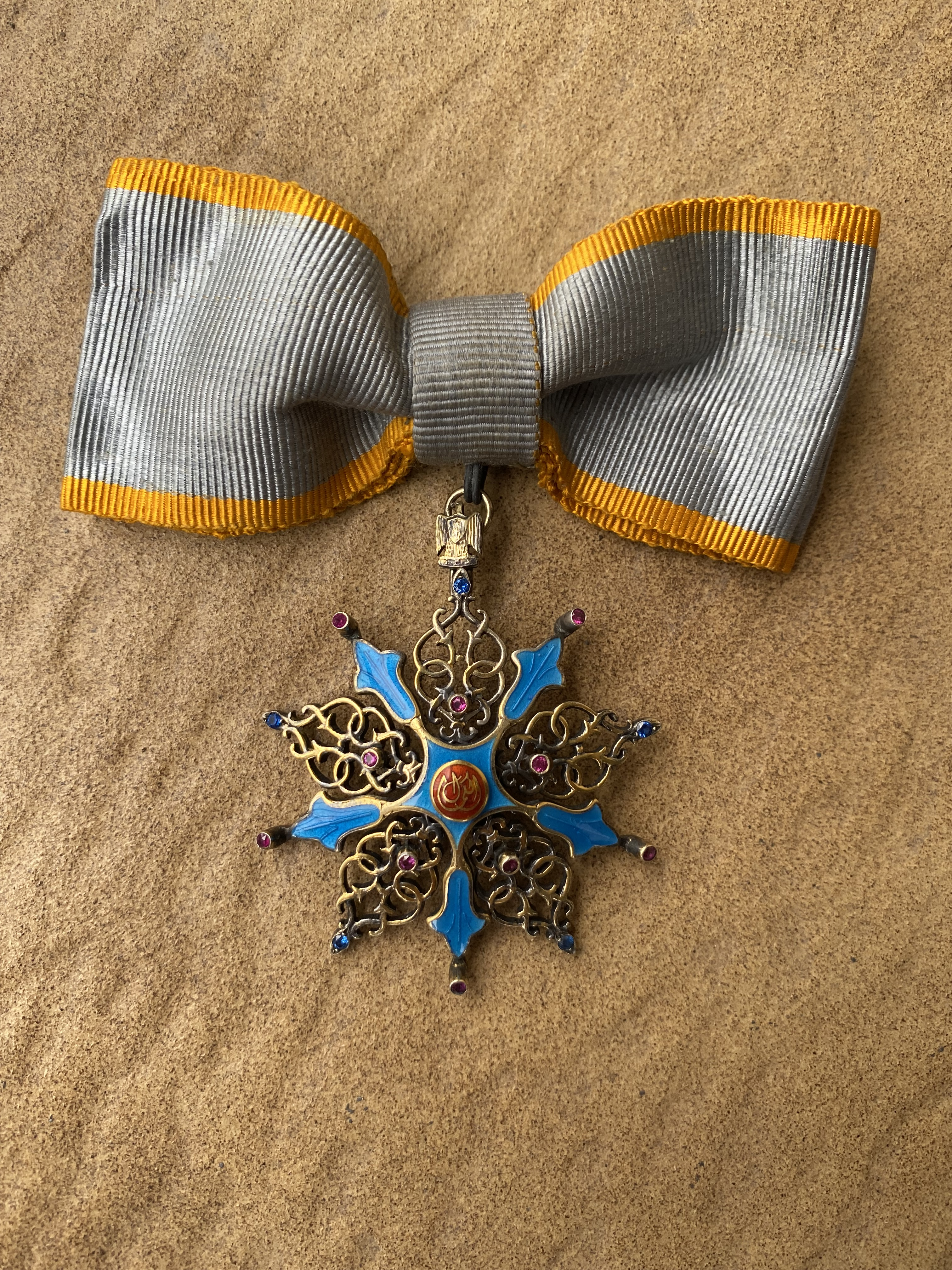
Ordens tecken

Dygdernas orden (arabiska: نيشان الكمال) är en egyptisk orden som grundades av sultanen Hussein Kamil den 14 april 1915. Den delas ut för kvinnor som erkänsla för exceptionellt goda gärningar för antingen Egypten eller mänsklighet. Orden grundades åter år 1953 då Egypten blev en republik.
Orden är delad in fyra klasser:
- högsta klassen
- I klass
- II klass
- III klass